# تپه شان کبود ۱
تپه‌شان کبود ۱ مربوط به عصر مفرغ است و در شهرستان ایلام، بخش مرکزی، دهستان میش خاص، روستای شان کبود واقع شده و این اثر در تاریخ ۱۵ دی ۱۳۸۷ با شمارهٔ ثبت ۲۴۲۹۳ به‌عنوان یکی از آثار ملی ایران به ثبت رسیده است.